# Microaneurismi di Charcot-Bouchard
Gli aneurismi di Charcot-Bouchard sono aneurismi dei piccoli vasi sanguigni cerebrali (meno di 300 micrometri di diametro). 
Gli aneurismi di Charcot-Bouchard sono localizzati, più spesso, nei vasi lenticolari dei gangli della base e sono associati a ipertensione cronica.
Gli aneurismi di Charcot-Bouchard sono una causa comune di emorragia cerebrale.

## Segni e sintomi
Se un aneurisma di Charcot-Bouchard si rompe, causerà un'emorragia intracerebrale, che può causare un ictus emorragico, provocando paralisi focale improvvisa o perdita della sensibilità.

## Fisiopatologia
Gli aneurismi di Charcot-Bouchard sono aneurismi nei piccoli vasi sanguigni penetranti del cervello. Sono associati all'ipertensione. L'arteria comune coinvolta è il ramo lenticulostrico dell'arteria cerebrale media. Le posizioni comuni di emorragie ipertensive includono il putamen, il caudato, il talamo, il ponte e il cervelletto.
Un qualsiasi aneurisma, una volta formato, ha la tendenza ad espandersi e alla fine rompersi in accordo con la Legge di Laplace.

## Storia
Gli aneurismi Charcot-Bouchard prendono il nome dai medici francesi Jean-Martin Charcot e Charles-Joseph Bouchard.